# Clockwise – Recht so, Mr. Stimpson
Clockwise – Recht so, Mr. Stimpson oder Clockwise – In letzter Sekunde ist eine britische Filmkomödie aus dem Jahr 1986, in der eine simple dienstliche Bahnfahrt eines überkorrekten Schuldirektors durch etliche Missgeschicke zu einem kompletten Desaster wird.

## Handlung
Brian Stimpson, Direktor einer Staatlichen Gesamtschule in England, legt großen Wert auf Einhaltung von Regeln, insbesondere auf Pünktlichkeit. Der Schulbetrieb läuft buchstäblich wie ein Uhrwerk, und jede noch so kleine Disziplinlosigkeit wird in speziellen Strafterminen geahndet.
Am Tag der Handlung macht sich Stimpson nach Norwich zu einem historischen Ereignis auf den Weg, das ihm persönlich sehr viel bedeutet: Als erster staatlicher Schulleiter überhaupt tritt er den Vorsitz der Headmasters Conference an, die sich hauptsächlich aus Leitern elitärer Privatschulen zusammensetzt.
Als sich sein Zug nicht pünktlich in Bewegung setzt, wird ihm klar, dass er im falschen Zug sitzt, während der richtige davonfährt. Beim Versuch, seine Frau, die das Auto hat, vor dem Bahnhof noch abzufangen, lässt er das Skript seiner Antrittsrede im Zug liegen. Seine Frau verpasst er mehrmals knapp, die an dem freien Tag (da Ehepartner in der Konferenz nicht üblich sind) mit drei alten Damen aus dem Hospital einen Ausflug plant, und so hat er kein Fahrzeug.
Er hält einen Morris 1100 an, mit dem seine Abiturientin Laura schulschwänzend durch die Gegend fährt, ohne Wissen ihrer Eltern und ohne Führerschein, und überredet sie dazu, ihn nach Norwich zu fahren. Auf der Fahrt kommt es zu zahlreichen absurden Situationen, da Stimpson ständig missverständliche Anweisungen gibt und sich bei Schwierigkeiten mit seiner cholerischen Art selbst im Weg steht. Oft hat Laura, die schon bald Gefallen an der Fahrt findet,  rettende Ideen. Schließlich ist auch die Polizei hinter ihnen her, unter anderem weil Laura als entführt und der Morris als gestohlen gemeldet wurde, sowie Stimpsons Frau, die die beiden zufällig gesehen hat und glaubt, sie hätten eine Affäre miteinander.
Als der Morris schließlich wegen Stimpsons Wegweisung im Schlamm einer Viehweide festsitzt und Stimpson in der benachbarten Farm, die sich als Kloster entpuppt, nach einem Traktor fragt und ein Bad nimmt, macht sich seine Ex-Kommilitonin Pat, unterwegs gegen ihren Willen als Fahrerin engagiert, mit dem demolierten Morris davon. Laura gelingt es, einen Porsche anzuhalten und mit ihrem jugendlichen Charme dessen Fahrer um den Wagen zu prellen – und seinen Anzug, da Stimpson behelfsweise eine Mönchskutte trägt.
In letzter Sekunde, aber pünktlich zum anberaumten Beginn seines Vortrages, erscheint Stimpson in der Konferenz, in einem zerrissenen Anzug, der ihm nicht passt. Da ihm das Skript seiner Rede fehlt, muss er improvisieren und fällt dabei in seine Gewohnheiten zurück: Er staucht die versammelten Direktoren wie aufsässige Schüler zusammen und hält seine nach und nach eintreffenden Verfolger für undisziplinierte Zuspätkommer.
Am Schluss wird Stimpson von der Polizei festgenommen, richtet aber auf der Fahrt im Polizeiwagen bereits wieder Verwirrung an.

## Right / Recht so
Ein Running Gag des Filmes in der englischen Originalfassung ist Stimpsons ständiger Ausspruch „Right!“, der als Interjektion einfach einen Schlussstrich  unter einen Gedankenaustausch zieht, etwa wie „Also dann!“ oder „Alles klar!“ im Deutschen. Wörtlich bedeutet es sowohl richtig als auch rechts und wird im Film permanent im Sinne einer Richtungsangabe missverstanden. Deshalb steigt Stimpson in den falschen Zug, seine Fahrerin biegt falsch ab und dergleichen mehr.
Da es in der deutschen Sprache keine genaue Entsprechung dazu gibt, verwendet Stimpson in der Synchronisation ständig die Floskel „Recht so!“, was von anderen als „rechts“ missverstanden wird.

## Kritiken
Das Lexikon des internationalen Films schrieb, der Film sei eine „Groteske um einen Pünktlichkeitsfanatiker, der seiner aufgesetzten Lebensphilosophie beraubt und der Lächerlichkeit preisgegeben wird“. Er biete „vergnügliche Unterhaltung mit einer Fülle von skurrilen Nebenfiguren und -handlungen, die das Interesse an der etwas dünnen Geschichte aufrechterhält“.

## Auszeichnungen
John Cleese gewann im Jahr 1987 für seine Darstellung den Evening Standard British Film Award (Peter Sellers Award for Comedy).

## Wissenswertes
Stimpsons Schule wurde nach Thomas Tompion benannt, einem berühmten Uhrmacher.
Die Reise Stimpsons wird eingerahmt von dem Choral He who would valiant be: Vor seiner Abreise lässt er ihn von seinen Schülern singen, nach seinem Auftritt auf der „Headmasters Conference“ singen ihn die versammelten Schulleiter. Der Text geht auf John Bunyan zurück (The Pilgrim's Progress 1684; jetzige Fassung von Percy Dearmer 1906); er beschreibt den tapferen Kampf des Pilgers gegen alle Widrigkeiten:
He who would valiant be

’gainst all disaster,

Let him in constancy

follow the Master.

There’s no discouragement

shall make him once relent

His first avowed intent

to be a pilgrim.

Who so beset him round

with dismal stories

Do but themselves confound —

his strength the more is.

No foes shall stay his might;

though he with giants fight,

He will make good his right

to be a pilgrim.
Den, der sich mutig stellt

gegen alles Unheil,

lass ihn beharrlich

dem Meister folgen.

Es gibt keine Entmutigung,

die ihn jemals abbringen könnte

von seiner erklärten Absicht,

ein Pilger zu sein.

Die ihn bedrängen wollen

mit finsteren Einflüsterungen,

verwirren nur sich selbst –

seine Kraft wird um so stärker.

Kein Feind hält seiner Macht stand,

auch wenn er mit Riesen kämpfen muss,

wird er doch sein Recht durchsetzen,

ein Pilger zu sein.